# Elecciones presidenciales de Venezuela de 1872
Las elecciones presidenciales de Venezuela de 1872 son convocadas el 17 de junio de 1872 por el presidente Antonio Guzmán Blanco en un intento de legitimar su gobierno, luego de que la Revolución de Abril de 1870 causara que el general José Ruperto Monagas firmara la rendición del gobierno de los Azules e iniciara el largo mandato de Guzmán Blanco, periodo conocido como el Guzmanato (Liberalismo Amarillo).

## Elección
Éstas debían llevarse a cabo entre el primero de agosto y el primero de octubre, bajo la vigencia de la Constitución de 1864. El Congreso a elegir debería reunirse el 20 de febrero del año siguiente. Las elecciones se llevaron a cabo el 1 de octubre, donde el Antonio Guzmán Blanco obtuvo 259.691 votos; los demás candidatos sólo contaron con 18 de votos entre todos. Asimismo, se eligió como primero y segundo «designado» (especie de vicepresidentes) a los generales Francisco Linares Alcántara y Joaquín Crespo, caudillos de Aragua y Guárico, respectivamente.

## Consecuencias
Una consecuencia de esta elección fue el descontento inmediato de los que se consideraban con igual o mayor mérito para gobernar el país, como los generales José Ignacio Pulido y León Colina, quienes se darán a la tarea de alzarse en la Revolución de Coro.